# Melanopachycerina angustilimbata
Melanopachycerina angustilimbata är en tvåvingeart som först beskrevs av Meijere 1914.  Melanopachycerina angustilimbata ingår i släktet Melanopachycerina och familjen lövflugor. Inga underarter finns listade i Catalogue of Life.